# Vincent Vittoz
Vincent Vittoz (Annecy, 17 luglio 1975) è un ex fondista francese.

## Biografia
Ha debuttato in campo internazionale in occasione dei Mondiali juniores di Breitenwang nel 1994, senza ottenere risultati di rilievo.
In Coppa del Mondo ha esordito il 13 gennaio 1996 nella 15 km a tecnica classica di Nové Město na Moravě (22°), ha ottenuto il primo podio l'8 dicembre 2000 nella 15 km a tecnica libera di Santa Caterina di Valfurva (2°) e la prima vittoria il 23 novembre 2002 nella 10 km a tecnica libera di Kiruna. Pur non avendo mai vinto né una Coppa generale né una di specialità, in carriera ha chiuso per tre stagioni consecutive (2005, 2006 e 2007) al secondo posto nella classifica di Coppa del Mondo di distanza.
In carriera ha partecipato a quattro edizioni dei Giochi olimpici invernali (Nagano 1998, Salt Lake City 2002, Torino 2006 e Vancouver 2010), ottenendo come migliori risultati due quarti posti, entrambi in staffetta (nel 2006 e nel 2010), e a otto dei Campionati mondiali, vincendo una medaglia d'oro.
Si è ritirato al termine della stagione 2010-2011.

## Palmarès

### Mondiali
- 1 medaglia:
  - 1 oro (inseguimento a Oberstdorf 2005)

### Coppa del Mondo
- Miglior piazzamento in classifica generale: 2º nel 2005.
- 30 podi (23 individuali, 7 a squadre[1]):
  - 9 vittorie (8 individuali, 1 a squadre)
  - 10 secondi posti (9 individuali, 1 a squadre)
  - 11 terzi posti (6 individuali, 5 a squadre)

#### Coppa del Mondo - vittorie
| Data             | Luogo                | Paese     | Disciplina                                                                          |
| ---------------- | -------------------- | --------- | ----------------------------------------------------------------------------------- |
| 23 novembre 2002 | Kiruna               | Svezia    | 10 km TL                                                                            |
| 7 febbraio 2004  | La Clusaz            | Francia   | 4x10 km (con Alexandre Rousselet, Christophe Perrillat-Collomb ed Emmanuel Jonnier) |
| 27 novembre 2004 | Kuusamo              | Finlandia | 15 km TL                                                                            |
| 18 dicembre 2004 | Ramsau am Dachstein  | Austria   | 30 km TL MS                                                                         |
| 15 gennaio 2005  | Nové Město na Moravě | Rep. Ceca | 15 km TL                                                                            |
| 31 dicembre 2005 | Nové Město na Moravě | Rep. Ceca | 15 km TL                                                                            |
| 3 febbraio 2007  | Davos                | Svizzera  | 15 km TL                                                                            |
| 15 marzo 2008    | Bormio               | Italia    | 20 km TC MS                                                                         |
| 16 marzo 2008    | Bormio               | Italia    | 15 km TL PU                                                                         |

Legenda:

MS = partenza in linea

PU = inseguimento

TC = tecnica classica

TL = tecnica libera

#### Coppa del Mondo - competizioni intermedie
- 3 podi di tappa:
  - 1 vittoria
  - 1 secondo posto
  - 1 terzo posto

##### Coppa del Mondo - vittorie di tappa
| Data           | Località   | Nazione  | Competizione | Disciplina |
| -------------- | ---------- | -------- | ------------ | ---------- |
| 2 gennaio 2007 | Oberstdorf | Germania | Tour de Ski  | 20 km PU   |